# Mildred Wiley
Mildred Olive Wiley-Dee, ameriška atletinja, * 3. december 1901, Taunton, Massachusetts, ZDA, † 7. februar 2000, Bourne, Massachusetts.
Nastopila je na poletnih olimpijskih igrah leta 1928, kjer je osvojila bronasto medaljo v skoku v višino.